# Firdausi Qadri
Firdausi Qadri (31 de março de 1951) é uma cientista e bióloga bengali. Seu estudo é dedicado à especialização em imunologia e investigação de doenças infecciosas. Ela trabalhou mais de vinte e cinco anos no desenvolvimento de vacinas contra a cólera, além de outras patologias infecciosas, como febre tifoide e rotavírus. Atualmente, ela está trabalhando como diretora do Centro de Ciências e do Centro Internacional de Pesquisa e Doenças Diarreicas (ICDDR). Suas realizações científicas se destinam em infecções e vacinas entéricas e diarreicas, incluindo Vibrio cholerae e Escherichia coli, causadores de grave diarreia e outras doenças entéricas. Também, se centra em respostas à imunização da Helicobacter pylori em habitantes de Bangladesh.
Qadri obteve seu diploma de Ciências Biológicas e Mestre em Bioquímica e Biologia Molecular da Universidade de Dhaka, no seu país de origem, em 1975 e 1977. Em 1980, ela teve seu Ph.D. de Licenciatura em Bioquímica e Imunologia da Universidade de Liverpool, no Reino Unido. Depois de completar o seu pós-doutorado em imunologia, ingressou ao ICDDR como cientista associada em 1988. Atualmente, ocupa, na mesma instituição, o cargo de cientista sênior e diretora. Ela também tentou introduzir no mercado de Bangladesh uma vacina mais barata que Dukarol, até então comercializada de forma inacessível aos habitantes menos favorecidos.
Em 2008, Qadri recebeu a Medalha de Ouro da Academia de Ciências de Bangladesh. Em 2012, ela foi galardoada com o Prêmio Christophe Mérieux, por sua pesquisa sobre doenças entéricas infecciosas, um avanço em países em desenvolvimento. Em 2013, foi premiada com o Prêmio Rao C. N. R., uma das condecorações dadas a cientistas de países com pouca tradição na pesquisa. Também foi nomeada de um conselho ligado à Organização das Nações Unidas e do Mecanismo de Tecnologia e Ciência; e como embaixadora internacional da Sociedade Americana de Microbiologia e representante da Academia Bengali de Ciências.